# Birmania ai Giochi della XV Olimpiade
La Birmania ha partecipato ai Giochi della XV Olimpiade, svoltisi ad Helsinki, dal 19 luglio al 3 agosto 1952,  
con una delegazione di 5 atleti impegnati in 2 discipline,
senza aggiudicarsi medaglie.